# Helge Knudsen
Helge Knudsen er tidligere en dansk atlet. Han kom fra Bornholm og var medlem af Nexø (-1953), FIF Hillerød (1954) Københavns IF (1955).

## Danske mesterskaber
- Sølv 1955 5000 meter 15,25,2
- Sølv 1955 3000 meter forhindring 9,24,6
- Sølv 1954 3000 meter forhindring 9,53,2
- Bronze 1954 5000 meter 15,32,8
- Bronze 1954 10000 meter 31,59,0
- Sølv 1953 3000 meter forhindring 9,34,6
- Guld 1952 3000 meter forhindring 9,43,6
- Bronze 1952 5000 meter 15,23,2
- Bronze 1951 3000 meter forhindring 9,44,8
- Bronze 1950 5000 meter 15,44,4

## Personlige rekorder
- 3000 meter forhindring: 9,24.6 1955